# The Human Demands
The Human Demands ist das fünfte Studioalbum der schottischen Singer-Songwriterin Amy Macdonald. Es erschien 2020. 

## Entstehungsgeschichte
Von 2018 bis 2019 schrieb Amy Macdonald die Lieder des Albums. Es wurde von Jim Abbiss produziert. Die Aufnahmen begannen im Februar 2020, sodass das Album ursprünglich im Sommer 2020 veröffentlicht werden sollte. Aufgrund des Lockdowns im Rahmen der COVID-19-Pandemie musste der Aufnahmeprozess jedoch im März 2020 abgebrochen werden und konnte erst im Juli 2020 fortgesetzt werden. Das Album wurde schließlich am 30. Oktober 2020 unter dem Musiklabel Infectios Music von BMG veröffentlicht.
Laut Macdonald handeln das Album und seine Lieder um das Älterwerden. Der Titel des Albums soll darstellen, dass das Leben von den meisten Menschen verlangt, immer 100 Prozent zu geben. Weitere behandelte Themen sind der Umgang mit Depressionen und das Verlieben. So ist Fire, das Macdonald als ihr einziges Liebeslied bezeichnet, ihrem Mann Ricky Foster gewidmet. The Hudson handelt von ihren Eltern und einem Urlaub, den sie in New York verbracht haben.

## Titelliste
| Nr.          | Titel                    | Autor(en)                  | Länge |
| ------------ | ------------------------ | -------------------------- | ----- |
| 1.           | Fire                     | Matt Jones, Amy Macdonald  | 4:15  |
| 2.           | Statues                  | Tom Kirkpatrick, Macdonald | 3:46  |
| 3.           | Crazy Shade of Blue      | Jones, Macdonald           | 4:13  |
| 4.           | The Hudson               | Jones, Macdonald           | 4:59  |
| 5.           | The Human Demands        | Jones, Macdonald           | 3:53  |
| 6.           | We Could Be So Much More | Jones, Macdonald           | 3:57  |
| 7.           | Young Fire, Old Flame    | Macdonald, Jimmy Sims      | 3:43  |
| 8.           | Bridges                  | Jones, Macdonald           | 3:59  |
| 9.           | Strong Again             | Kirkpatrick, Macdonald     | 4:08  |
| 10.          | Something in Nothing     | Macdonald, Gordon Turner   | 3:39  |
| Gesamtlänge: | Gesamtlänge:             | Gesamtlänge:               | 38:59 |

## Rezeption

### Rezensionen
Kai Butterweck von laut.de lobte das Album im Vergleich zum Vorgänger und meinte, dass Macdonald sich mit The Human Demands „wieder zurück zur Quelle“ begeben habe. Gerade die ersten Lieder Fire und Statues sowie die letzten Lieder Bridges und Something in Nothing bezeichnete er als „Song-Feuerwerk, das in punkto Spielfreude, Leidenschaft und Energie kaum Wünsche offen lässt“ und als „fluffigen Zielspurt“. Enttäuscht war er hingegen von We Could Be So Much More mit einer „abgehackten Powerchord-Bridge“ sowie von Strong Again und Young Fire, Old Flame mit „zu viel Kante“ und „Rückkehr in alte Kitschmuster“.

### Charts und Chartplatzierungen
| ChartsChartplatzierungen     | Höchstplatzierung | Wochen |
| ---------------------------- | ----------------- | ------ |
| Deutschland (GfK)            | 4 (11 Wo.)        | 11     |
| Österreich (Ö3)              | 7 (3 Wo.)         | 3      |
| Schweiz (IFPI)               | 2 (14 Wo.)        | 14     |
| Vereinigtes Königreich (OCC) | 10 (3 Wo.)        | 3      |

| ChartsJahrescharts (2020) | Platzierung |
| ------------------------- | ----------- |
| Schweiz (IFPI)            | 58          |